# Gończy Bród
Gończy Bród (ukr. Гончий Брід) – wieś na Ukrainie w rejonie kowelskim obwodu wołyńskiego.